# Гесперокипарис
Гесперокипарис (лат. Hesperocyparis) — род деревянистых растений семейства Кипарисовые (Cupressaceae).

## Распространение
Встречается в Северной Америке: США (штаты Орегон, Калифорния, Аризона, Нью-Мексико, Техас), Мексика и Центральная Америка (Гватемала, Белиз, Сальвадор, Гондурас и Никарагуа).

## Описание
Однодомные вечнозелёные кустарники или деревья, (1) 4—35 (40) м высотой. Кора на стволе серая, коричневая или вишнёво-коричневая. Ювенильная хвоя шиловидная или игловидная, накрест-супротивная или в мутовках по 3; зрелая — накрест-супротивная, чешуевидная, прижатая, черепитчатая.
Мужские шишки шаровидные, яйцевидно-эллиптические или цилиндрические, от вальковатых до четырёхгранных, жёлто-зелёные, 2,0—6,5 мм длиной, 1,3—3.0 мм шириной, из 3—10 пар крестообразно расположенных микроспорофиллов, на каждом по 3—6 (10) микроспорангиев.
Женские шишки почти шаровидные или широко цилиндрические, более или менее деревянистые, 10—50 мм длиной, из (2) 3—6 пар крестообразно расположенных чешуй; созревают на второй год, обычно содержат 5—20 семян.
Семена сплюснутые, яйцевидные или чечевицевидные, от светло-коричневых до чёрных, с 2 узкими перепончатыми крыльями; семядолей в числе (2) 3—5 (6), линейные, слегка ребристые, тупо заострённые.

## Виды
Род включает 17 видов:
- Hesperocyparis abramsiana (C.B.Wolf) Bartel
- Hesperocyparis arizonica (Greene) Bartel
- Hesperocyparis bakeri (Jeps.) Bartel
- Hesperocyparis benthamii (Endl.) Bartel
- Hesperocyparis forbesii (Jeps.) Bartel
- Hesperocyparis glabra (Sudw.) Bartel
- Hesperocyparis goveniana (Gordon) Bartel
- Hesperocyparis guadalupensis (S.Watson) Bartel
- Hesperocyparis lusitanica (Mill.) Bartel
- Hesperocyparis macnabiana (A.Murray bis) Bartel
- Hesperocyparis macrocarpa (Hartw.) Bartel typus
- Hesperocyparis montana (Wiggins) Bartel
- Hesperocyparis nevadensis (Abrams) Bartel
- Hesperocyparis pygmaea (Lemmon) Bartel
- Hesperocyparis revealiana (Silba) Silba
- Hesperocyparis sargentii (Jeps.) Bartel
- Hesperocyparis stephensonii (C.B.Wolf) Bartel